# Copaifera
Copaifera L. è un genere di piante della famiglia delle Fabacee (sottofamiglia Detarioideae), che comprende piccoli alberi tropicali.
Sono noti per le resine che ne vengono estratte (genericamente indicate come Copaiba), particolarmente ricche di terpeni.

## Tassonomia
Comprende le seguenti specie:
- Copaifera appendiculata M.J.Silva
- Copaifera arenicola (Ducke) J.A.S.Costa & L.P.Queiroz
- Copaifera aromatica Dwyer
- Copaifera baumiana Harms
- Copaifera bracteata Benth.
- Copaifera brasiliensis Dwyer
- Copaifera bulbotricha Rizzini & Heringer
- Copaifera camibar Poveda, Zamora & Sanchez
- Copaifera canime Harms
- Copaifera copaibo Doweld
- Copaifera coriacea Mart.
- Copaifera depilis Dwyer
- Copaifera duckei Dwyer
- Copaifera elliptica Mart.
- Copaifera epunctata Amshoff
- Copaifera glycycarpa Ducke
- Copaifera guyanensis Desf.
- Copaifera gynohirsuta Dwyer
- Copaifera jacquiniana G.Don
- Copaifera krukovii (Dwyer) J.A.S.Costa
- Copaifera laevis Dwyer
- Copaifera langsdorffii Desf.
- Copaifera lucens Dwyer
- Copaifera luetzelburgii Harms
- Copaifera magnifolia Dwyer
- Copaifera majorina Dwyer
- Copaifera malmei Harms
- Copaifera marginata Benth.
- Copaifera martii Hayne
- Copaifera mildbraedii Harms
- Copaifera multijuga Hayne
- Copaifera nana Rizzini
- Copaifera oblongifolia Mart.
- Copaifera officinalis L.
- Copaifera palustris (Symington) de Wit
- Copaifera panamensis (Britton & Rose) Standl.
- Copaifera paupera (Herzog) Dwyer
- Copaifera piresii Ducke
- Copaifera pubiflora Benth.
- Copaifera religiosa J.Leonard
- Copaifera rondonii Hoehne
- Copaifera sabulicola J.A.S.Costa & L.P. Queiroz
- Copaifera salikounda Heckel
- Copaifera trapezifolia Hayne
- Copaifera venezuelana Harms & Pittier

## Usi
Alcune specie sono note per le resine che ne vengono estratte (genericamente indicate come Copaiba, nome utilizzato anche per indicare comunemente diverse specie), particolarmente ricche di terpeni e altri idrocarburi (ogni albero di Copaifera langsdorffii può produrre qualche decina di litri di idrocarburi per anno).
L'estratto di copaifera, detto "balsamo copaibe", venne utilizzato fino alla scoperta della penicillina come rimedio contro la gonorrea e altre infezioni sessuali. Tra i molti farmaci realizzati in Europa, ricordiamo le "Capsule D'Emilio al balsamo copaibe", primo farmaco italiano a base di copaifera, prodotto a Napoli nella seconda metà del XIX secolo.